# Slag op de Kouwensteinsedijk
De Slag op de Kouwensteinsedijk was op 7 en 26 mei 1585 tijdens de Tachtigjarige Oorlog een poging tot ontzet van het door Parma belegerde Antwerpen, door middel van een aanval op de Kouwensteinsedijk door de Staatse vloot onder leiding van Hohenlohe en Filips van Marnix. De eerste aanval mislukte door een misverstand, de tweede aanval mislukte doordat Hohenlohe en Filips van Marnix te vroeg in triomf het slagveld verlieten, omdat zij dachten gewonnen te hebben.

## Aanloop

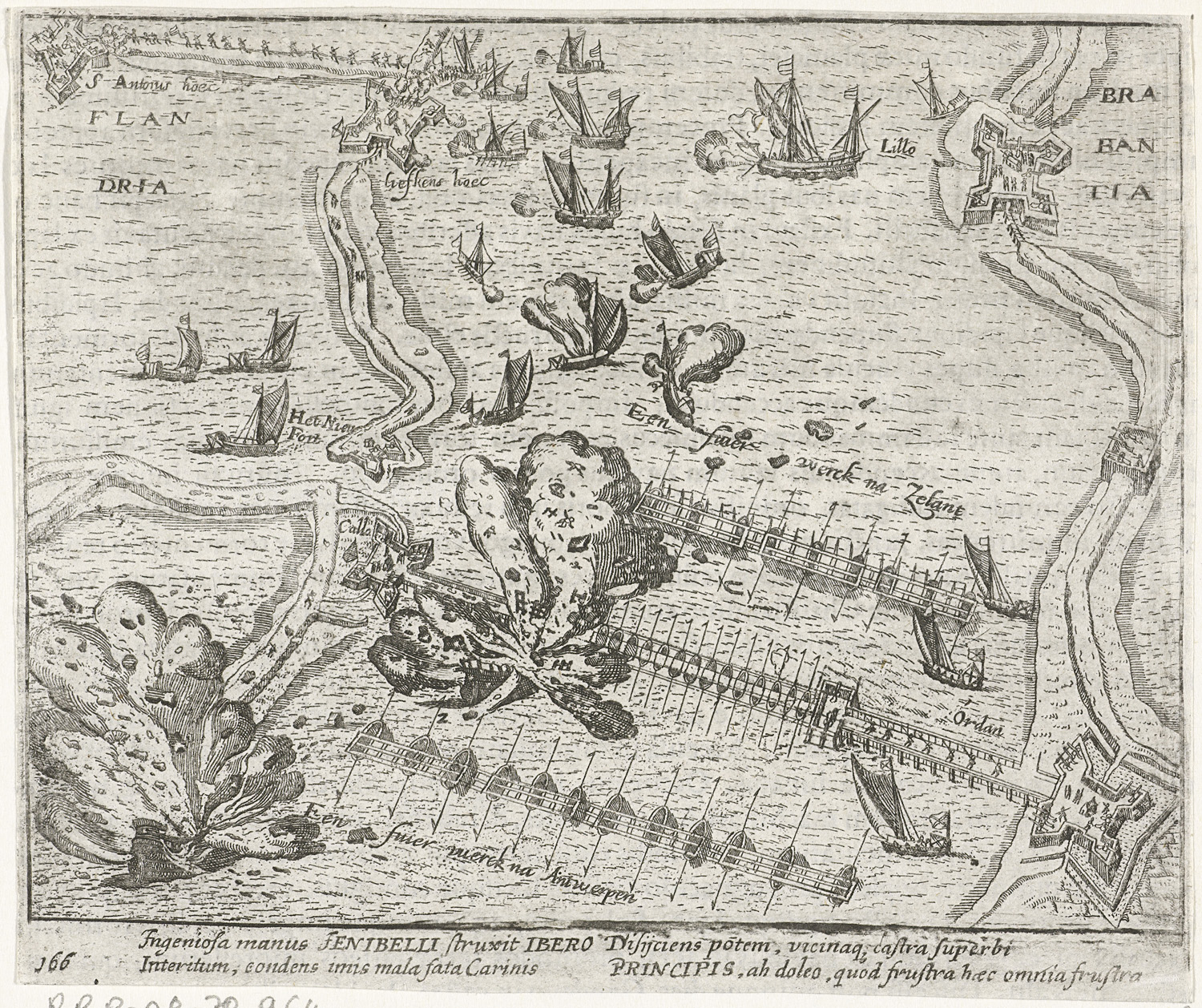
Aanslag op Parma's brug. De brug was gebouwd met pleiten die behalve als brugdragers tevens dienstdeden als drijvend fort, elk schip was voorzien van twee kanonnen en dertig soldaten. Aan beide uiteinden van de brug was een fort gebouwd. Voor de brug lagen in de Schelde zwaar verankerde vlotten, aan weerszijden tien volledig uitgeruste oorlogsschepen.(collectie: Rijksmuseum Amsterdam)

Parma had (gesteund door een ervaren troepenmacht) vanaf 1583 de opstandige Vlaamse en Brabantse steden tot overgave kunnen dwingen. In juli 1584 was hij begonnen met het afsluiten van de Schelde. Op 10 maart 1585 was de capitulatie van Brussel een feit, dat grote verslagenheid bracht binnen Antwerpen.
Tijdens het Beleg van Antwerpen had de Staatse vloot op verschillende manieren tevergeefs geprobeerd om de belegerde stad te ontzetten. De stad was intussen door een grote schipbrug (Parma's brug) geblokkeerd voor de scheepvaart. In de maand april hadden de Antwerpenaren nog een poging ondernomen die brug op te blazen, waarvoor de schepen "Fortuin" en "Hoop" waren uitgerust. In de ruimen van de schepen bevonden zich grote gemetselde gewelven, met muren van een meter dikte, gevuld met buskruit. Het schip werd beschermd met schuin geplaatste blauwe grafstenen om vijandelijke kogels te kunnen afweren. Daarnaast werd het ruim gevuld met molenstenen. Door het gebruik van een vuurslag met een uurwerk kon men het buskruit op een gewenst uur laten ontploffen. Om Parma's troepen te misleiden lieten ze eerst branders afdrijven naar de brug, daarnaast tweeëndertig platte schuiten die weer voorzien waren van een uurwerk, die van half uur tot half uur zouden branden. Voor de zekerheid zouden enkele met buskruit gevulde schuiten ("duikelaars" genoemd) naar de brug worden afgedreven die zodra ze de brug raakten in de lucht zouden vliegen. De Spanjaarden die vernomen hadden, dat er "iets" zou gaan gebeuren, kwamen in groten getale nieuwsgierig kijken naar het schouwspel. (Zelfs Parma wilde gaan kijken, maar die werd tegen zijn zin op grote afstand gehouden.) De explosies waren gigantisch: "ghevende soo vreesselycken slach dat Hemel ende Aerde scheen te vergaen, oock mede in het water, dat het water over den Dyck vlooch, ende vulde het Fort van Calloo ende de Velden rondtomme, dat men daer tot de knien in het water stondt, ende alle vyer ende lonten uytbluste." Dertienhonderd mensen (vriend en vijand) kwamen bij de enorme explosies om het leven, waaronder de bekende Caspar de Robles. Alhoewel een explosie de nabijgelegen schans had ondersteboven geworpen, had de brug daar nauwelijks onder geleden, de beperkte schade had Parma binnen drie dagen kunnen laten herstellen. De laatste hoop op ontzet was nu gericht op de verovering van de Kouwensteinsedijk. Als de staatsen erin zouden slagen om de Kouwensteinsedijk te veroveren zou Parma's brug zelfs nutteloos zijn. Parma's troepen zouden dan verdrinken, of minstens gedwongen zijn om het beleg op te breken.

### Kouwensteinsedijk

Schematische weergave van de omgeving, buiten de Schelde het ondergelopen land, met de Scheldelinie en talrijke forten, schansen onderling verbonden met een bedekte weg:
(1) Antwerpen, (2) Parma's brug, (3) vastgelopen "Fin de la guerre", (4) Antwerpse vloot, (5) Kouwensteinsedijk, (6) staatse vloot

De Kouwensteinsedijk of Kauwensteinsedijk was een laag gelegen vestingwerk van drie mijlen lang, op veel plaatsen nauwelijks drie meter breed, met aan weerszijden diep water. Het liep van Stabroek in Brabant (waar troepen van Mansfeld gelegerd lagen) over het onder water gezette land, tot aan de Scheldelinie, niet ver van het fort Lillo. Daar langs de rivier lag een drie mijl lange bedekte weg achter de dijk tot aan de brug naar Kallo en Beveren, het geheel bezet door Parma's troepen. De twee afdelingen van het Leger van Vlaanderen waren dus door de Kouwensteinsedijk gescheiden van elkaar. Als de Kouwensteinsedijk veroverd en doorstoken zou worden zou het water tot een enkel onafgebroken geheel samenvloeien, de Schelde zou dan haar bedding verlaten, Parma's brug droogleggen en mogelijk via de oude bedding weer door Brabant stromen en zodoende een bevaarbare plaats tussen Antwerpen en de Zeeuwse wateren bieden. Parma had het strategische belang van deze dijk ingezien en had een palissade laten aanbrengen aan weerszijden van de dijk. Aan het einde van de dijk had hij een schans laten opwerpen, het "Heilige Kruis" genaamd, die onder bevel stond van Cristóbal de Mondragón. Over de dijk verdeeld had hij op een onderlinge afstand van telkens een mijl, drie kleinere schansen laten opwerpen. De schans die het dichtst bij kasteel Kouwenstein lag werd Sint-Jacob genoemd en stond onder bevel van Camillo Bourbon del Monte, een Italiaan. De tweede schans noemde men Sint-Georges of Zwarte Schans, onder bevel van kapitein Benites. De derde schans noemde men Palenschans onder bevel van Gamboa, omdat deze schans met staketsels in het water geschraagd werd, de dijk was daar te smal om het werk te dragen. De schansgravers hadden onder zware omstandigheden de vestingwerken moeten aanleggen, zij werden tijdens hun werkzaamheden constant beschoten vanuit kogelwerend gemaakte bootjes van de opstandelingen.

## Aanvallen
De Kouwensteinse dijk was een grotere belemmering dan Parma's brug die de belegerden binnen Antwerpen scheidde van haar bondgenoten. Als de vaarroute weer bevaarbaar zou zijn, zou de stad van voorraden kunnen worden voorzien, maar belangrijker, een uitzicht op ontzet. Men had om die reden na een groot aantal mislukte kleine ondernemingen, deze keer een grote georganiseerde aanval voorbereid op de dijk, ditmaal in samenwerking met de Staatse vloot. Het plan was om de dijk van twee kanten via het water aan te vallen.

### Eerste poging

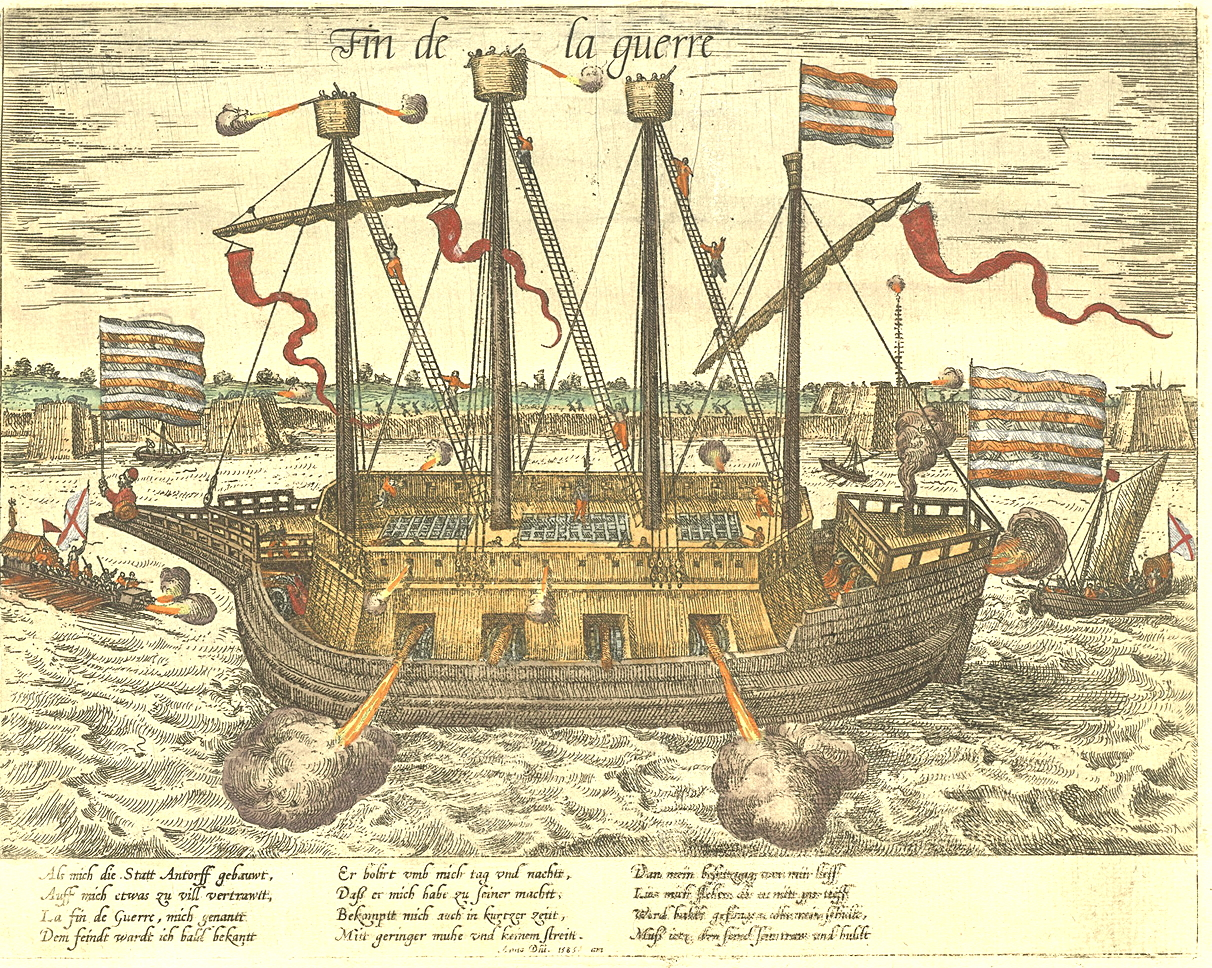
"Fin de la guerre", door Frans Hogenberg.
(collectie:Rijksmuseum Amsterdam)

Vanuit Antwerpen zouden er drie grote schepen en zestig pleiten gezonden worden, hoewel sommige dachten dat een groot schip en tien pleiten voldoende zouden zijn. Vanuit de staatse kant waren graaf Hohenlohe en kolonel IJsselstein de bevelhebbers in deze onderneming. Bij het aanbreken van de dag werden de schildwachten overrompeld en gedood. (Volgens Parma's versie lagen de schildwachten te slapen) Vijfhonderd Zeeuwen namen met een grote groep schansgravers, meteen stelling op de dijk in, tussen St. George en de Palenschans. De aanval verliep echter niet zoals gepland. De medewerking van de Antwerpse vloot bleef achterwege door een misverstand, waardoor de Antwerpse vloot niet kwam opdagen, de Antwerpse ondersteuning was juist een cruciaal onderdeel van het plan. Vanuit de St. George- en Palenschans werd gelijktijdig het vuur op de aanvallers geopend. De schansdelvers hadden geen kans om hun werk behoorlijk uit te voeren, bijna de gehele groep was gedood of had moeten vluchten. De opstandelingen moesten door de aftocht vier schepen en drie- tot vierhonderd mannen achterlaten. Volgens Parma lagen er veertig dood op de dijk, meer dan honderdvijftig waren verdronken. De strijdvaardige Antwerpenaren hadden nu hun hoop gevestigd op een door hun gebouwd monsterschip, een soort drijvend kasteel, genaamd "Fin de la guerre", (het einde van de oorlog) nog nooit eerder was er zo'n groot schip in Antwerpen gebouwd. Het was ontworpen door twee ingenieurs Hendrick en Antheunis genaamd. Het moest vierentwintig kanonnen en vijfhonderd musketiers kunnen voeren. Men zou vanaf dit reuzenschip met kanonnen de schansen kunnen bestoken, vanuit de masten zouden dan musketiers met hun musketten uit de hand kunnen schieten. De Antwerpenaren waren van plan om met het drijvend kasteel Parma's schipbrug gaan rammen, enkele dagen eerder was de bouw daarvan voltooid. Bij de tewaterlating bleek al dat het schip twee keer zoveel diepgang had, als van tevoren was berekend. Op 21 mei hadden de Antwerpenaren het drijvende kasteel naar Parma's brug laten varen met enkele branders het schip bleek echter te log en onbestuurbaar om in te zetten. Het zou een schans moeten rammen, maar liep vast aan de grond, zodat het zonder moeite door de troepen van Parma kon worden ingenomen en gesloopt. Zes maanden werk en een ton goud ging daarmee verloren. Het schip werd veroverd door Aremberg en Peter Ernst I van Mansfeld en zij lieten het naar Kallo brengen. Enkele dagen later werd nog een poging ondernomen met twaalf gewone schepen, maar alles zonder resultaat.

### Tweede poging

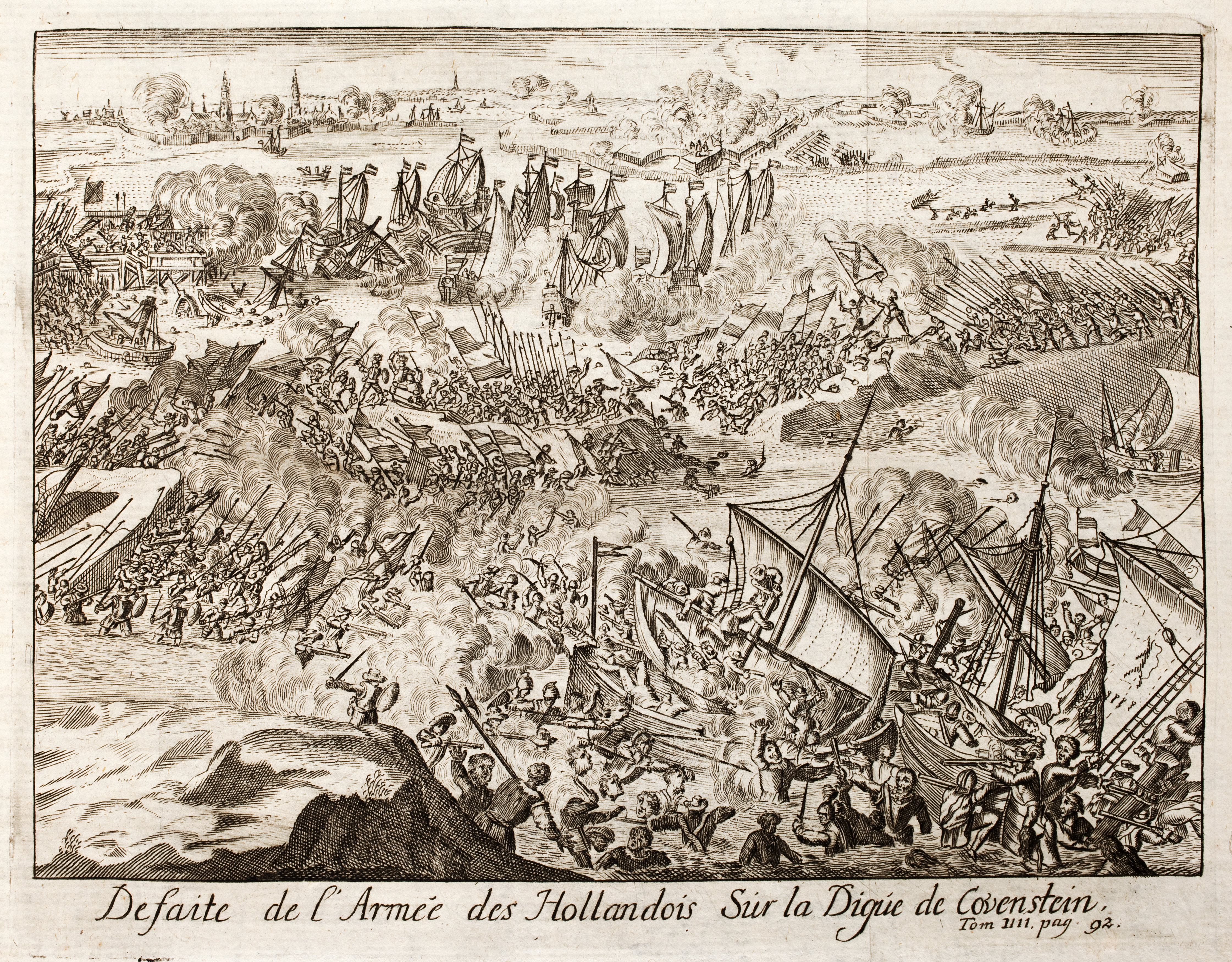
Slag op de Kouwensteinsedijk. Lamberecht Causé in Famiano Strada Histoire de la guerre des Païs Bas, 1727.

Op 26 mei zou een tweede poging plaatsvinden. Ditmaal hoopte men dat de samenwerking tussen de opstandelingen en Antwerpenaren zonder misverstanden zou gaan plaatsvinden. Er waren aan de staatse kant tweehonderd schepen verzameld onder bevel van Hohenlohe en Justinus van Nassau. Enkele schepen waren geladen met schanskorven, horden, takken, zakken zand, wolbalen en voorraden om in een korte tijd schansen aan te leggen. Twee uur in de nacht, bespeurden wakkere schildwachten onraad. Zij sloegen alarm en soldaten stelden zich in slagorde op. Zij keken, met de gedachte aan de gebeurtenissen rondom de recente aanslagen op Parma's brug en de verschrikkelijke explosies die daarbij samenvielen, met grote vrees uit naar de komst van de "duivelsschepen". Er dreven een aantal branders tegen de dijk aan. Zij lagen daar rustig te branden, te flikkeren en te ontploffen, totdat zij uiteindelijk weer doofden. Zonder het paalwerk in brand gestoken te hebben. De branders deden ook nu weer dienst als afleiding en hoofdzakelijk als oriëntatie voor de vloot, de lichtende branders onttrokken het zicht van de Spaanse soldaten, maar was voor de naderende vloot als een leidend baken. Terwijl de Spaanse soldaten aandachtig keken naar de branders waren de staatse schepen door middel van roeiers, gewapend met kanonnen de dijk langzaam en onmerkbaar genaderd. Zij landden op een kwartier loopafstand tussen St. George en de Palenschans. Een groep Zeeuwen onder leiding van admiraal Haultain sprong als eersten op de dijk. Parma had gezegd: „Het was zulk een gewaagd en wanhopig opzet, dat er geen gegronde reden scheen te bestaan voor ons om te geloven, dat zij het ten uitvoer zouden brengen; doch zij hadden eindelijk plechtig besloten om hun voornemen te volvoeren of te sterven" Intussen waren de koningsgezinde soldaten verzameld en uit de schansen gekomen. Haultain en zijn mannen bevonden zich in de ijzeren greep van honderden koningsgezinde soldaten en werden van twee kanten aangevallen.
Na een worsteling van man tegen man met piekeniers gleed Haultain uit en verdronk door het gewicht van zijn harnas. Vanaf de vloot werd toen het vuur op de koningsgezinden geopend. Op het moment dat de Zeeuwen bijna moesten zwichten, riep iemand dat de Antwerpenaren naderden. Nu waren het de koningsgezinde soldaten die tussen twee vuren opgesloten waren. Filips van Marnix van Sint-Aldegonde voerde, van top tot teen in het harnas gestoken, de Antwerpenaren aan. Drieduizend man bevonden zich vanaf dat moment op de dijk tussen St. George en de Palenschans. Op de achtergrond hadden de schansgravers een borstwering opgeworpen en waren meteen begonnen met hun schoppen, houwelen en spaden, als bevers vielen ze de dijk aan. Versterkingen voor de koningsgezinden kwamen vanuit de St. Jacobusschans onder leiding van Camillo del Monte. Er volgden harde gevechten, man tegen man, met speren, vuurroeren, zwaarden en dolken. De gevechten waren zo hardnekkig en bloedig vanwege de smalle dijk waarop de schermutselingen plaatsvond. Parma die niet vaak uitspraken deed over de strijd had gezegd: „Het was een treffen, waarin van weerszijde met de dapperste volharding gestreden werd, soldaten, burgers , allen evenzeer, waren aan dolle bulhonden gelijk" Na een wederzijdse slachting dreven de opstandelingen uiteindelijk de koningsgezinden terug in de richtingen van de St. Georgeschans en aan de andere kant naar de Palenschans terug. Daarop zetten de opstandelingen de aanval op de Palenschans in. Gamboa werd daarbij zwaargewond, andere officieren werden gedood of gewond. Op het moment dat de Palenschans werd bestormd klonk een zegekreet, de "bevers" waren geslaagd, de dijk was open en het eerste vrachtschip met voorraden en levensmiddelen was erdoor geraakt en al op weg naar Antwerpen.

### Voorbarige overwinningsroes

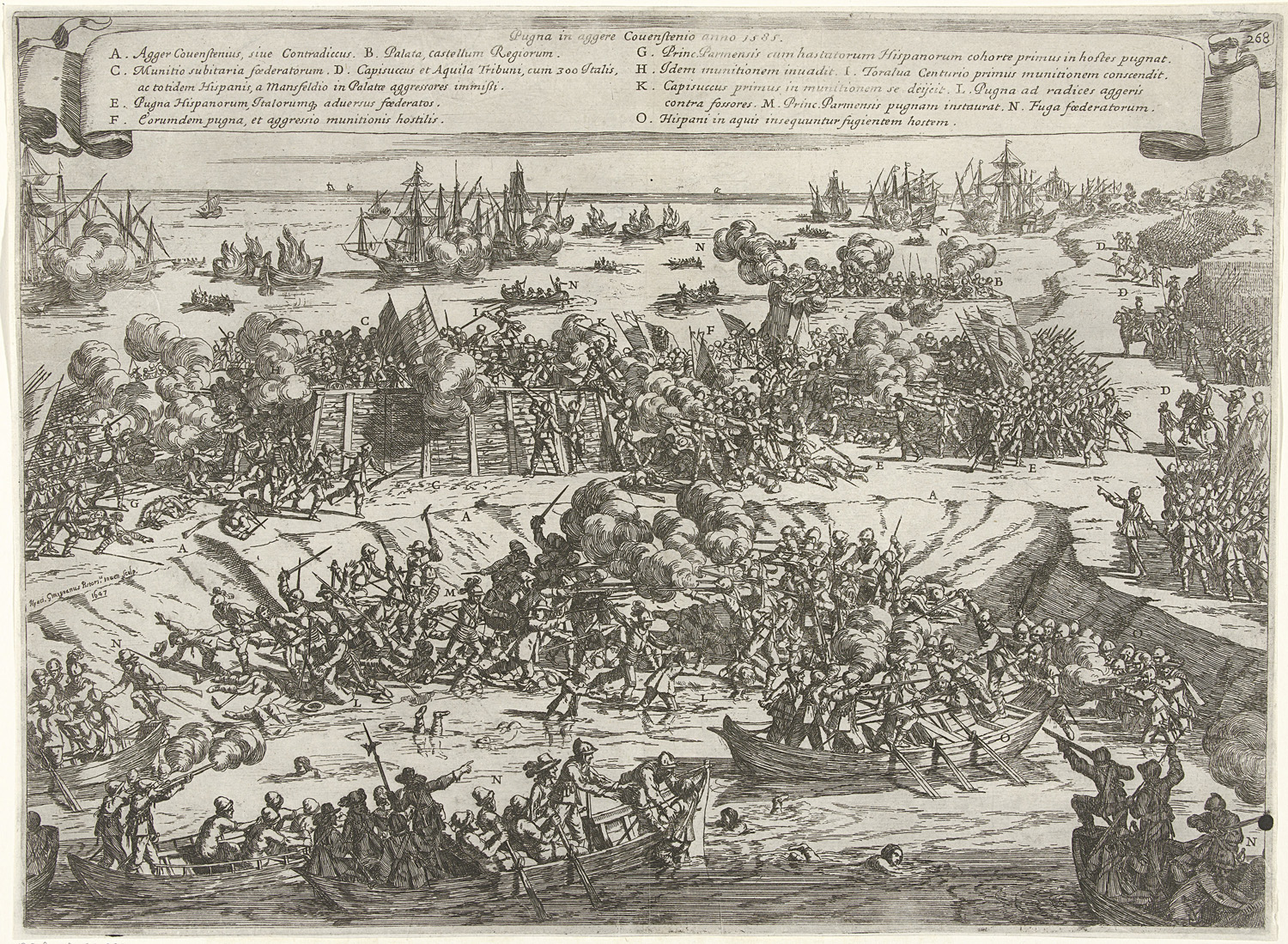
Bloedig treffen na de komst van Parma, fantasie afbeelding door Giacinto Gimignani, 1646
(collectie: Rijksmuseum Amsterdam)

Hohenlohe en St. Aldegonde waren aan boord van een vrachtschip gesprongen en wilden in triomf de haven van Antwerpen binnenvaren. Ze hadden behalve voorraden ook enkele krijgsgevangen aan boord die men als trofee wilden tonen, zoals de Ferrante Spinola, een dodelijk gewond geraakte Italiaanse kolonel. De koningsgezinden wisten op dat moment niet dat zij overwonnen waren. Ze waren genoodzaakt om zich terug te trekken, maar de St. George en de Palenschans (hoewel deze belegerd werd) waren nog steeds niet veroverd door de opstandelingen. Peter Ernst I van Mansfeld, een oudgediende, voerde aan de landzijde het bevel op de Palenschans. Zijn gehele regiment was bij de schans gelegerd. Hij beriep meteen een krijgsraad. De drieduizend staatsen op de dijk met aan weerszijden een vloot, was intussen een geduchte hindernis geworden. "Ware Alexander slechts een half uur te velde" had een van de officieren verzucht. Camillo Capizucca, een Italiaan riep dat het laf zou zijn om op Parma te wachten. In die tijd zouden de opstandelingen de dijk verder kunnen vernielen en Antwerpen definitief kunnen ontzetten. Capizucca vorderde het recht om met zijn Italianen voorop tegen de vijand te trekken. De woorden van Capizucca kregen een geestdriftige bijval. Manfeld was van mening dat een tegenaanval niet langer uitgesteld kon worden. Piccolomini liet driehonderd van zijn elitesoldaten (de beste uit de Italiaanse vendels) in slagorde naar Mansfeld opdraven. Mansfeld kreeg daarnaast nog een extra versterking. Een deel van het Spaanse legioen onder Pedro Pacchi lag aan het uiterste punt van Stabroek. Door het schieten ontwaakt rukten nu Don Juan d'Aquilla met tweehonderd mannen naar het hoofdkwartier. Piccolomini en d'Aquilla gingen twistten over wie van hen nu voorop mocht, waarop d'Aquilla stelde voor om samen te gaan, om hun twist te beëindigen. Zij bestormen de Palenschans, waarop de koningsgezinden meteen een uitval op de Staatsen deden. Bij deze uitval vielen vele doden, waarop de staatsen moesten terugtrekken. De schans werd nu door de koningsgezinden "Victoria" genoemd. Men hoorde daarna een luide juichkreet, die over de hele dijk hoorbaar was. Aan de andere kant bij de schans "Heilig Kruis" was Parma op het slagveld verschenen. Hij had alle soldaten meegenomen die van Beveren en Parma's brug gemist konden worden. Zij trokken nu vanaf het Heilig Kruis naar St. George, onder de beschietingen van de Staatse vloot. Hij liet borstweringen opwerpen voor St. George en een batterij plaatsen om terug te schieten. Op dat moment waren er op dat smalle strookje dijk van een mijl lang, meer dan vijfduizend man elkaar op leven en dood aan het bestrijden. Er waren zoveel mensen op de dijk dat de dodelijk getroffenen niet eens op de grond konden vallen. Driemaal werden de aanvallers teruggeslagen, terwijl de schansgravers onverstoorbaar doorgroeven. Een vierde aanval werd afgeslagen. Kapitein Heraugere was met tweehonderd man in de tegenaanval gegaan en had nadien slechts dertien man over. Na anderhalf uur werd een vijfde en laatste aanval ingezet. Bij deze aanval had een soldaat het harnas aangetrokken had van hun held Don Pedro Pacchi, die enkele maanden eerder in Dendermonde was gesneuveld, de soldaat wist de gebaren van de held na te bootsen waardoor zij met een ongekende felheid de laatste aanval inzetten. De kansen waren nu voorbij, de Staatse vloot nam de wijk, de achtergebleven opstandelingen werden allen gedood of het water ingejaagd. De staatsen hadden bij de slag; de gouverneur van Walcheren, de admiraal van Antwerpen, twee Engelse kolonels, en veertien kapiteins verloren. Er moeten in totaal tweeduizend doden zijn gevallen onder de staatsen.

## Nasleep

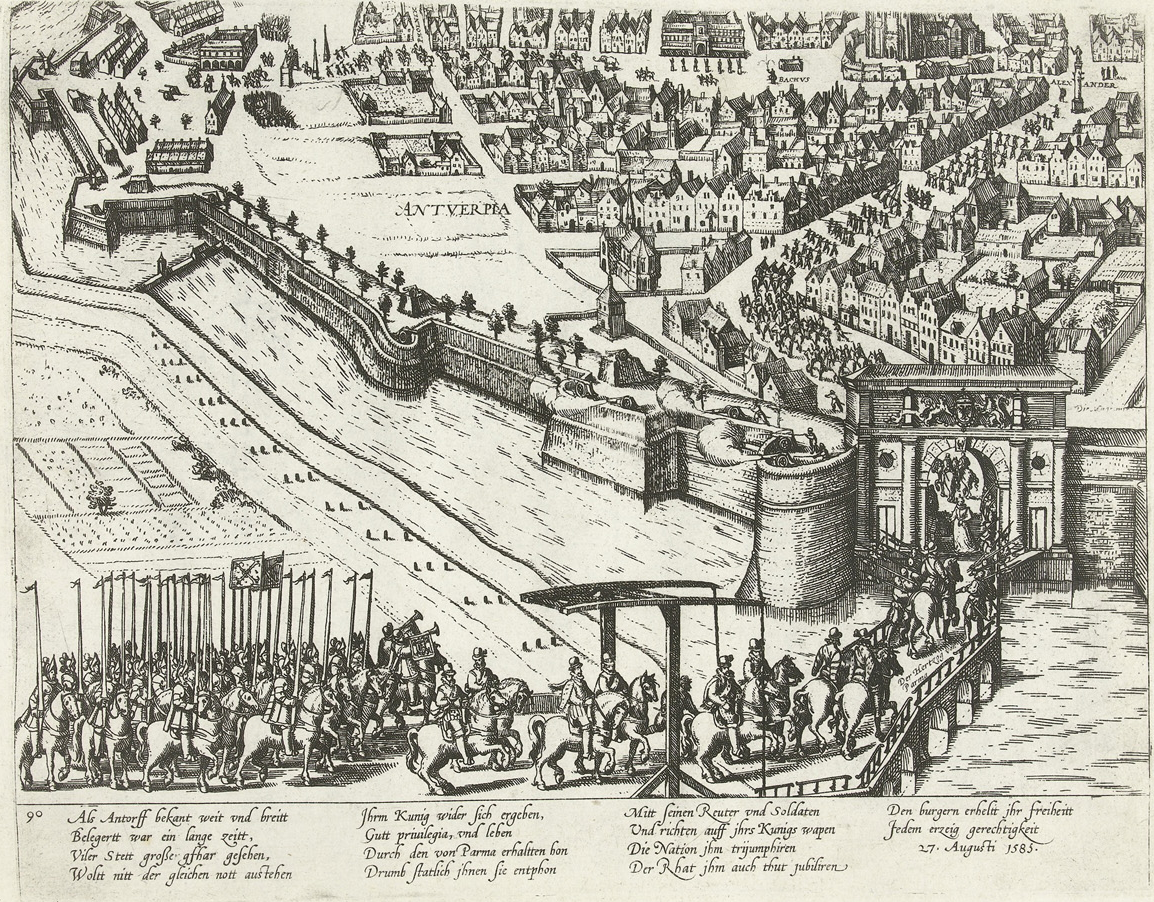
Intocht van Parma in Antwerpen
(collectie: Rijksmuseum Amsterdam)

De Engelsen en Schotten onder Henry Balfour en Morgan waren de laatsten die stand hielden. Hopman James had gedacht, dat de vloot een andere positie opzocht, zodat ze meer ruimte zouden hebben de Spanjaarden te beschieten. Maar de vloot had een overmacht zien naderen en was op de vlucht geslagen. Het kostte de achterblijvers ongeveer tweeduizend levens, verslagen of verdronken. Justinus van Nassau was er ternauwernood in geslaagd zich op een van de vluchtende schepen in veiligheid te stellen. Hij was net als vele anderen in het water gesprongen maar belandde tot zijn geluk in een ondiep gedeelte. Daar had hij zich schuil kunnen houden tussen het riet en de waterlelies, zodat hij zich daartussen van zijn zware harnas kon ontdoen. Zo was hij in staat om naar een schip te zwemmen.
In Antwerpen was het verlies van de dijk een zware domper geweest. Er waren zelfs opstootjes ontstaan toen in Antwerpen het nieuws bekend raakte over de Spaanse herovering en het herstel van de dijk. Naast de katholieken in de stad, waren het nu de calvinisten, die met Parma over vredesonderhandelingen in gesprek wilden gaan. De graanvoorraden waren intussen drastisch geslonken, heel wat burgers, met name de rijken verlieten de stad. Er waren zelfs mensen die het verlies op de dijk als de straf van god zagen. In Holland kwamen reacties en hulp slechts traag op gang, ondanks het felle aandringen van Maurits en zijn Raad van State.
Parma ging meteen na de slag naar de dorpskerk van Stabroek om daar een dankgebed te plegen. Daarna gaf hij opdracht voor herstelwerkzaamheden aan de dijk. De lijken werden gebruikt als bouwmateriaal, deze werden samen met de zandzakken in de bressen gegooid als vulling. Parma had drieëndertig schepen en zestig kanonnen buitgemaakt. Parma was onder de indruk van de gevechten. "Het feest duurde tussen de zeven en acht uren" had Parma gezegd. Volgens Parma waren er aan koningszijde duizend man gesneuveld, aan de kant van de opstandelingen tweeduizend man.
Parma had intussen alle schansen rondom Antwerpen veroverd, de laatste hoop op ontzet van Antwerpen was voor de opstandelingen vervlogen.
1567: Slag bij Oosterweel · 
1576: Spaanse Furie ·
1577: Inname van de Citadel van Antwerpen · 
1579: Slag bij Borgerhout ·
1583: Franse Furie · 
1584-85: Beleg door Farnese (Parma) · 
1585: Slag op de Kouwensteinsedijk · 
1605: Maurits I · 
1620: Maurits II · 
1623: Maurits III · 
1624: Maurits IV · 
1638: Slag bij Kallo · 
1646: Beleg door Frederik Hendrik · 
1832: Beleg door Gérard